# Rebecca Llewellyn
Rebecca Llewellyn (Cardiff, 5 oktober] 1985) is een voormalig tennisspeelster uit Groot-Brittannië.
Zij begon op zesjarige of zevenjarige leeftijd met tennis. Haar favoriete ondergrond is gravel en gras. Zij speelt rechtshandig en heeft een tweehandige backhand. Zij was actief in het proftennis van 2003 tot en met 2007.
In 2005 kreeg zij een wildcard voor zowel voor het enkel- als het dubbelspeltoernooi van Wimbledon, maar in beide gevallen kwam zij niet verder dan de eerste ronde. Zij was de eerste Welshe speelster sinds Sarah Loosemore in 1992 die aan het enkelspeltoernooi van Wimbledon meedeed.
Llewellyn won één ITF-titel in het enkelspel en zeven in het dubbelspel.

## Posities op deWTA-ranglijst
Positie per einde seizoen:
| jaar | rang enkelspel | rang dubbelspel |
| ---- | -------------- | --------------- |
| 2001 | 1067           | –               |
| 2002 | 976            | –               |
| 2003 | 788            | –               |
| 2004 | 622            | 492             |
| 2005 | 384            | 461             |
| 2006 | 312            | 376             |
| 2007 | 579            | 402             |

## Resultaten grandslamtoernooien
| Legenda | Legenda                          |
| ------- | -------------------------------- |
| g.t.    | geen toernooi gehouden           |
| l.c.    | lagere categorie                 |
| –       | niet deelgenomen                 |
| G       | uitgeschakeld in de groepsfase   |
| 1R      | uitgeschakeld in de eerste ronde |
| 2R      | uitgeschakeld in de tweede ronde |
| 3R      | uitgeschakeld in de derde ronde  |
| 4R      | uitgeschakeld in de vierde ronde |
| KF      | uitgeschakeld in de kwartfinale  |
| HF      | uitgeschakeld in de halve finale |
| F       | de finale verloren               |
| W       | het toernooi gewonnen            |
| w-v     | winst/verlies-balans             |

### Enkelspel
| Toernooi        | 2005 |
| --------------- | ---- |
| Australian Open | –    |
| Roland Garros   | –    |
| Wimbledon       | 1R   |
| US Open         | –    |

### Vrouwendubbelspel
| Toernooi        | 2005 | 2006 |
| --------------- | ---- | ---- |
| Australian Open | –    | –    |
| Roland Garros   | –    | –    |
| Wimbledon       | 1R   | 1R   |
| US Open         | –    | –    |